# Jarzeński Młyn
Jarzeński Młyn (deutsch Arnsteiner Mühle) ist ein Ort in der polnischen Woiwodschaft Ermland-Masuren innerhalb der Landgemeinde Lelkowo (Lichtenfeld) im Powiat Braniewski (Kreis Braunsberg). Bis 1945 gehörte er zum Kreis Heiligenbeil in Ostpreußen.

## Geographische Lage
Jarzeński Młyn befindet sich wenige hundert Meter südlich der polnisch-russischen Staatsgrenze im Nordwesten der Woiwodschaft Ermland-Masuren. Bis zur früheren und heute auf russischem Gebiet gelegenen Kreisstadt Heiligenbeil (russisch Mamonowo) sind es 25 Kilometer in nordwestlicher Richtung, während die heutige Kreismetropole Braniewo (deutsch Braunsberg) 32 Kilometer entfernt in westlicher Richtung liegt.

## Geschichte
Bei der Arenstein Mühle, nach 1820 Mühle Arnstein und nach 1898 Arnsteiner Mühle genannten Mühle handelt es sich um eine Wassermühle. Bis 1945 war der kleine Ort ein Wohnplatz von Arnstein (polnisch Jarzeń) im ostpreußischen Kreis Heiligenbeil, Regierungsbezirk Königsberg.
Als in Kriegsfolge 1945 das Gebiet von Ostpreußen an die Sowjetunion bzw. an Polen abgetreten werden musste, wurde die Grenze wenig weiter nördlich von Arnsteiner Mühle gezogen. In der polnischen Woiwodschaft Ermland-Masuren trägt der Ort nun die Bezeichnung „Jarzeński Młyn“ und ist als „część wsi“ (= „Ortsteil“) verwaltungstechnisch in das Dorf Jarzeń integriert, wobei es sich zur Zeit um eine  gebäudelose Ortsstelle handelt. Sie ist eingebettet in die Gmina Lelkowo (Landgemeinde Lichtenfeld) im Powiat Braniewski (Kreis Braunsberg).

## Religion
Bis 1945 war Arnsteiner Mühle mit seinen überwiegend evangelischen Einwohnern in das Kirchspiel der evangelischen Kirche in Tiefensee (polnisch Głębock) in der Kirchenprovinz Ostpreußen der Kirche der Altpreußischen Union eingepfarrt. Heute liegt Jarzeński Młyn im Gebiet der römisch-katholischen Pfarrei Zagaje (Hasselpusch) im Erzbistum Ermland.

## Verkehr
Jarzeński Młyn liegt an einem Landweg, der von Jarzeń (Arnstein) bis nach Młynowo (Mühlenhof) und weiter in das Grenzgebiet führt.
Seit Głębock (Tiefensee) vom Bahnverkehr auf der nicht mehr befahrenen Bahnstrecke Königsberg–Niedersee (–Allenstein) abgeschnitten ist, besteht für Arnsteiner Mühle Bahnanschluss nur über das weit entfernte Pieniężno (Mehlsack).